# Peter Niehusen
Peter Niehusen   (Lübeck, 15 de juliol de 1951) és un remer alemany, ja retirat, que va competir sota bandera de la República Federal Alemanya durant les dècades de 1960 i 1970. És dels pocs remers que ha aconseguit grans èxits esportius com a remer i com a timoner.
El 1976 va prendre part en els Jocs Olímpics d'Estiu de Mont-real, on guanyà la medalla de bronze en la prova del quatre amb timoner del programa de rem. Formà equip amb Hans-Johann Färber, Ralph Kubail, Siegfried Fricke i Hartmut Wenzel.
En el seu palmarès també destaquen tres medalles al Campionat del Món de rem, d'or el 1966 i de bronze el 1974 i 1975; i una medalla de bronze al Campionat d'Europa de rem de 1965.
Posteriorment va treballar a la indústria del tabac durant una vintena d'anys, sent membre del consell d'administració de Reemtsma Cigarettenfabriken. Més tard va treballar i va viure a Henley-on-Thames, Anglaterra, durant tres anys, i després treballà com a consultor de màrqueting esportiu.